# 모리씨 (오에씨)
모리씨(일본어: 毛利氏)는 일본의 무가 씨족 중 하나이다. 본성은 오에씨. 가몬은 일문자(一文字)에 나가토별 세 개이다.
가마쿠라 시대 말기부터 난보쿠초 시대 초기에 이르기까지 에치고국의 남조관에서 아키국 고리 산성으로 옮긴 뒤 국인영주로 할거했다. 이후 야마나씨나 오우치씨의 가신으로 번성했다. 센고쿠 시대에 이르러 국인정주에서 전국다이묘로 진화, 주고쿠 지방 최대의 세력이 된다. 그러나 1600년 세키가하라 전투에서 서군의 총대장이 된 탓에 패전 이후 스오국과 나가토국의 2개국으로 쪼그라들었고, 이후 에도 시대에는 조슈번의 도자마 다이묘가 되었다.

## 개요

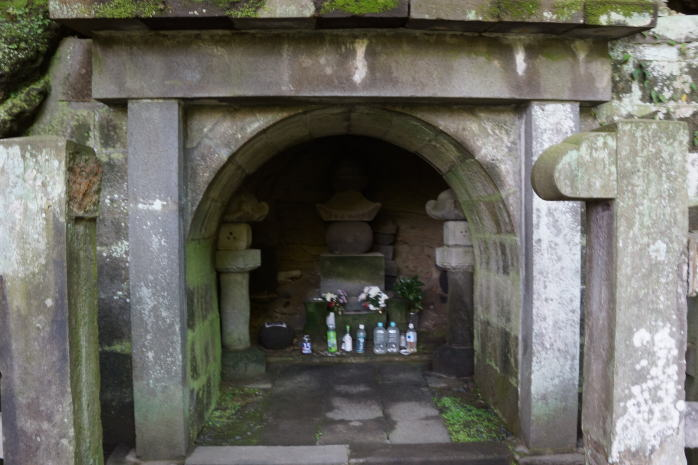
모리 스에미쓰(毛利季光)의 무덤

일본 가마쿠라 막부(鎌倉幕府)의 명신으로 꼽히는 인물로 막부 만도코로(政所)의 벳토(別当) ・ 오에노 히로모토(大江広元)의 넷째 아들로 막부의 고케닌(御家人)이었던 모리 스에미쓰(毛利季光)를 시조로 하는 일족으로 묘지(名字)인 「모리」(毛利)는 스에미쓰가 아버지 히로모토로부터 물려받은 사가미국(相模国)의 아이코군(愛甲郡) 모리 장(毛利荘, もりのしょう、일본 가나가와현 도치기시 모리다이毛利台 주변)을 본관으로 한 데서 유래하였다. 중세 내내 「毛利」는 「모리」(もり)로 읽었으나, 이후 "모"가 장음이 되어 「모우리」(もうり)라고 읽게 되었다. 장음이 없는 모리 씨 (겐지)의 출신지 역시 사가미국 아이코군 모리장이다.
스에미쓰는 호지(宝治) 원년(1274년)에 일어난 호지 합전(宝治合戦)에서 미우라 야스무라(三浦泰村)에 의해 세 아들과 함께 패하고 죽었다. 그러나 에치고국(越後国) 사쿄 장(佐橋荘, 니가타현 가시와자키시)과 아키국(安芸国) 요시다 장(吉田荘, 히로시마현 아키타카타시)을 영지로 가지고 있던 스에미쓰의 넷째 아들 쓰네미쓰(経光)는 이 난에 관여하지 않았기 때문에 그 자손이 에치고 모리 씨(越後毛利氏)와 아키 모리 씨(安芸毛利氏)로 나뉘어 존속할 수 있었다. 에치고 모리 씨는 쓰네미쓰의 적자인 모토치카(基親)의 계통으로 에치고 호조 씨라고도 한다.
아키 모리 씨는 쓰네미쓰로부터 요시다 장(吉田荘)을 받은 넷째 아들 도키치카(時親)가 난보쿠초 시대(南北朝時代) 초기에 요시다고오리 산(吉田郡山)으로 옮겨서 그곳에 거성(居城)을 짓기 시작했다. 요시다 장(吉田荘)으로 옮긴 아키 모리 씨는 무로마치 시대(室町時代)에 아키의 유력 고쿠진 영주(国人領主)로 성장했고, 야마나 씨(山名氏) 및 오우치 씨(大内氏)의 가신으로써 번영을 누렸다. 센고쿠 시대(戦国時代)에 모리 모토나리(毛利元就)가 나타나 그의 대에 오우치나 아마고 씨(尼子氏)를 멸하고 그들의 영지를 차지하였으며, 최전성기에는 산요도(山陽道) ・ 산인도(山陰道) 10개 구니(国)와 규슈(九州) 북부의 일부를 령국(領国)으로 두고 최대급의 센고쿠 다이묘(戦国大名)로 성장했다. 모토나리의 자식들이 양자로 들어간 요시다 씨(吉川氏)와 고바야카와 씨(小早川氏)는 센고쿠 시대 일본에서 모리 본가의 중신으로 활약하며 「모리 양천」(毛利の両川)으로 불렸다.
모토나리 사후 손자 데루모토(輝元)는 쇼군(将軍) ・ 아시카가 요시아키(足利義昭)를 비호하며 오다 노부나가(織田信長)와 격렬한 항쟁을 벌였으나, 노부나가 사후 도요토미 히데요시(豊臣秀吉)에게 종속하여 아키(安芸) 외 8개 구니에 112만 석을 주인장(朱印状)으로 안도받았다. 또한 본거지를 요시다고오리 산성에서 히로시마성(広島城)으로 옮겼다. 데루모토는 그뒤 오대로(五大老)로 취임하였다.
그러나 게이초(慶長) 5년(1600년) 데루모토가 세키가하라 전투(関ヶ原の戦い)에 서군(西軍)의 총대장이 되어 패전 뒤에 모리 씨는 스오(周防) ・ 나가토(長門) 2개 구니 36만 9000석으로 감봉당했다. 게이초 9년(1604년) 데루모토는 나가토 국 아부 군(阿武郡)의 하기 성(萩城)에 들어갔다. 이후 에도 시대(江戸時代) 내내 이곳을 거성(居城)으로 삼는다(다만 막부 말기에 모리 다카치카가 번청藩庁을 스오 국의 야마구치山口로 옮긴다). 국주(国主) 도자마 다이묘(外様大名)로써 웅번(雄藩)의 하나로 꼽힌다. 지번(支藩)으로써 조후번(長府藩)이나 도쿠야마번(徳山藩)、기요스에번(清末藩)이 있었다. 깃카와 가(吉川家)의 이와쿠니 번(岩国藩)은 실질적으로는 다른 지번과 마찬가지로 영지의 자치가 인정되고 있었으나, 공적으로는 조슈 번 번주 모리 가문의 가신으로 취급되었다. 그 영지는 「이와쿠니 령」(岩国領)이라고 불렸다.。
에도 시대 말기에는 번주(藩主) 모리 다카치카(毛利敬親)의 개혁으로 조슈번(長州藩)에서 수많은 지사(志士)가 나왔고 메이지 유신(明治維新)을 성취시키는 원동력이 되었다고 평가받는다. 메이지 유신 이후 모리 씨는 화족(華族)이 되었고, 조슈 번의 모리 종가는 공작(公爵), 지번의 모리 3가는 자작(子爵)의 반열에 들었다. 모리 종가의 분가인 모리 고로(毛利五郎) 가문 및 일문 가신이었던 미기타 모리 가(右田毛利家)와 요시키 모리 가(吉敷毛利家)가 남작(男爵)의 반열에 들었다. 또한 에도 시대 초기에 후손이 없어 개역되었던 고바야카와 가문은 모리 모토노리(毛利元徳)의 서자(余子)를 당주로 하여 재흥되었고, 이들 집안도 남작 작위를 받았다. 메이지 시대에 모리 공작가는 시마즈 공작가(島津公爵家), 마에다 공작가(前田侯爵家)에 이어 부호 화족이었다.。

## 같이 보기
- 오에노 히로모토
- 사가미국
- 아키국
- 히로시마번
- 히로시마성
- 조슈번
- 오우치씨